# Shawna Leneé
Shawna Leneé (född 12 april 1987 i Cleveland, Ohio) är en amerikansk porrskådespelare och modell. Hon började spela in porrfilmer när hon var 18 år. 

## Priser
2010 AVN Award - Unsung Starlet of the Year

## Filmografi
| - Not Really.. The Dukes of Hazzard: A Hardcore Parody (2010) - Lil' Lulu - Live Nude Girls (2010) - Bitchcraft 8 (2010) - The Marriage Counselor (2010) - Slutty & Sluttier 11 (2010) - Stripper (2010) - OMG, Stop Tickling Me (2009) - New Girls in Bare Skinned Bondage (2009) - Brave Businesswomen's Bondage Peril (2009) - Abduction Victim - Hot Girls Trapped and Wrapped (2009) - Nylons 5 (2009) - X Marks the Spot (2009) - Saundra - This Ain't the Partridge Family XXX (2009) - Tricia - Girls Will Be Girls 5 (2009) - Bleached to the Bone 2 (2009) - Uncontrollable (2009) - Deviance (2009) - Dancing with Pornstars (2009) - Pet's Guide to Blowjobs (2009) - Guide to Great Sex (2009) - All Night at the DDD Diner (2009) - Call Girl Coeds (2009) - Secret Diary of a Cam Girl (2009) - Baby Got Boobs (2009) - Teenage Whores 4 (2009) - Come on in 6 (2009) - Naughty Cheerleaders (2009) - My Sister's Hot Friend 15 (2009) - My Wife & My Mistress (2009) - Tormented (2009) - Playgirl: Seducing Fantasies (2009) - Live New Girls XXX (2009) - Big Screw Review (2009) - Too Small to Take It All (2009) - Jesse Jane: Online (2009) - Confessions of a Cheating Housewife (2009) - This Ain't the Munsters XXX (2008) - Marilyn - Pirates II: Stagnetti's Revenge (2008) - Governor's Girl #1 - "Co-Ed Confidential" (1 episode, 2008) - The Bachelor Party (2008) TV episode - Goddess of Sex - Gabriella Fox: Sexy Hot (2008) - Shauna - Cheerleaders (2008) - Shauna the Freshman - Who's That Girl 6 (2008) - Fresh Outta High School 9 (2008) - Bad Wives Book Club (2008) - Shay Jordan: Juice (2008) - The Perfect Fantasy (2008) - Face Full of Diesel 4 (2008) - We Suck! POV Tag-Team Suck-Off (2008) - Behind the Cyber Door (2008) - Need for Seed 3 (2008) - Nurses (2008) - Just Legal Babes 3 (2008) - Breaking & Entering (2008) - Bring Me the Head of Shawna Leneé (2008) - The Footman (2008) - Hand to Hand Combat (2008) - The Trouble with Young Girls (2008) - Big Pole Little Hole (2008) - Nice Fucking View 3 (2008) - The 4 Finger Club 25 (2008) - My First Porn 11 (2008) - 2 Chicks Same Time 3 (2008) - Lucky Stiff (2008) - No Swallowing Allowed 15 (2008) - Manaconda 3 (2008) - Pin-Up (2008) - Top Shelf (2008) | - Sticky Sweet (2008) - Spring Fling (2008) - My Daughter's Fucking Blackzilla! 16 (2008) - My College Porno 2 (2008) - Naughty Book Worms 13 (2008) - French Confessions (2008) - Spring Chickens 20 (2008) - Small Town (2008) - Erica's Fantasies (2008) - Come as You Please 2 (2008) - Scandalous (2008) - Naked Aces 5 (2008) - Liar's Club (2008) - Doctor Adventures 2 (2008) - Succubus of the Rouge (2008) - Filthy's First Taste 4 (2007) - Bachelor Party Fuckfest! 6 (2007) - Throated 13 (2007) - Pink Paradise 3 (2007) - The Girl Next Door 4 (2007) - Deep Throat This 38 (2007) - The Voyeur 34 (2007) - Bitchcraft 2 (2007) - She Only Takes Diesel (2007) - Control 8 (2007) - Freaky First Timers 7 (2007) - My Dirty Angels 10 (2007) - Mouth 2 Mouth 11 (2007) - Teenie Boppers (2007) - Naughty College School Girls 44 (2007) - The Doll House 3 (2007) - Platinum POV Fixation (2007) - Double Play 6 (2007) - Slut Puppies 2 (2006) - First Time Swallows Vol. 4 (2006) - Throated 5 (2006) - POV Casting Couch 12 (2006) - Deep Throat This 30 (2006) - A Good Source of Iron 6 (2006) - White Chicks Gettin' Black Balled 15 (2006) - Swallow This 3 (2006) - Playgirl: Lessons in Love (2006) - White Chicks Gettin' Black Balled 16 (2006) - Sex with Young Girls 9 (2006) - Cum Stained Casting Couch 3 (2005) - Be My Bitch (2005) - Service Animals 21 (2005) - Teenage Peach Fuzz (2005) - No Swallowing Allowed 8 (2005) - Bring'um Young 20 (2005) - Teens Cumming of Age 2 (2005) - Teen Cum Squad 4 (2005) - Face Blasters! 3 (2005) - Down the Hatch 18 (2005) - Mouth 2 Mouth 5 (2005) - 50 to 1 2 (2005) |